# Kentrochrysalis
Kentrochrysalis este un gen de molii din familia Sphingidae. 

## Specii
- Kentrochrysalis consimilis - (Rothschild & Jordan 1903)
- Kentrochrysalis heberti - Haxaire & Melichar, 2010
- Kentrochrysalis sieversi - Alpheraky 1897
- Kentrochrysalis streckeri - (Staudinger 1880)